# 861

## Narození
- Abdullah ibn al-Mu'tazz, arabský básník

## Úmrtí
- Pribina, první známý nitranský kníže

## Hlavy státu
- Velkomoravská říše – Rostislav
- Papež – Mikuláš I. Veliký
- Anglie
  - Wessex – Kent – Ethelbert
  - Mercie – Burgred
- Skotské království – Donald I.
- Východofranská říše – Ludvík II. Němec
- Západofranská říše – Karel II. Holý
- První bulharská říše – Boris I.
- Byzanc – Michael III.
- Svatá říše římská – Ludvík II. Němec